# Angistri (gmina)
Angistri (gr. Δήμος Αγκιστρίου, Dimos Angistriu) – gmina w Grecji, w administracji zdecentralizowanej Attyka, w regionie Attyka, w jednostce regionalnej Wyspy. Siedzibą gminy jest Megalochori. W jej skład wchodzi wyspa Angistri z 3 miejscowościami: Limenaria, Megalochori i Skala. W 2011 roku liczyła 1142 mieszkańców.